# Upington
Upington est une ville située dans la province du Cap-Nord en Afrique du Sud en bordure du fleuve Orange.
Fondée en 1882 à partir d'une mission protestante établie 9 ans plus tôt, la ville fut baptisée en l'honneur de Sir Thomas Upington, procureur-général et premier ministre de la colonie du Cap.

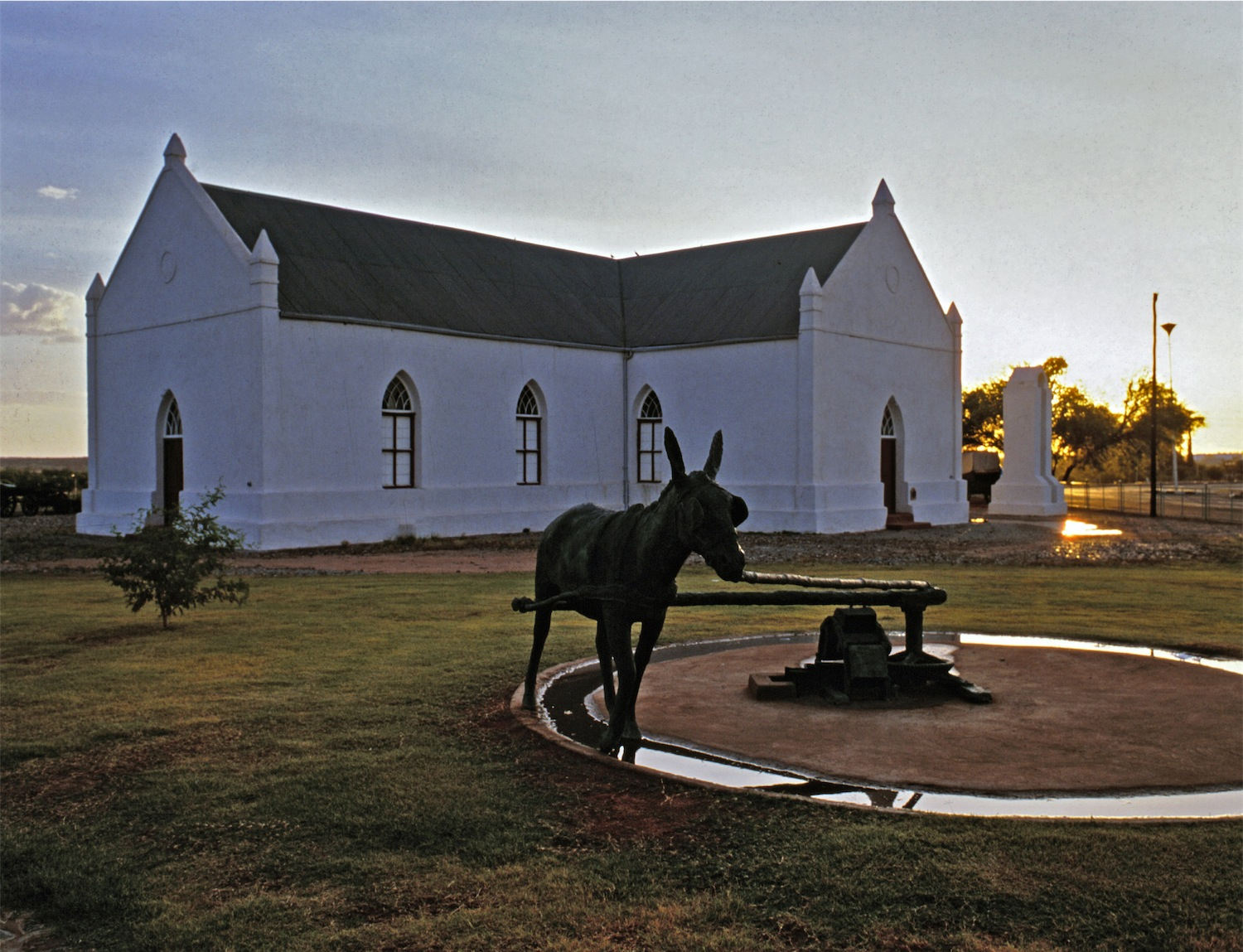
Musée de Shroder Street

L'ancienne mission à l'origine de la ville abrite le musée local (le Kalahari Orange Museum). Il y est exposé notamment la statue d'un âne, réalisé pour rendre hommage à l'énorme contribution de cet animal au développement de la région lors de l'époque des pionniers durant le XIXe siècle.
Upington se situe à une altitude moyenne de 835 mètres dans une région très aride mais au sol fertile. Upington est notamment appréciée pour sa productions de raisin de qualité. C'est aussi la ville la plus proche du parc national des Chutes d'Augrabies.

## Personnalités liées
- Alice Krige, actrice, y est née.
- Elma Dienda, femme politique, y est née.